# Лінкольн (Айдахо)
Лінкольн (англ. Lincoln) — переписна місцевість (CDP) в окрузі Бонневілл штату Айдахо США. Населення — 4556 осіб (2020).

## Географія
Лінкольн розташований за координатами 43°31′4″ пн. ш. 111°58′7″ зх. д. / 43.51778° пн. ш. 111.96861° зх. д. (43.517792, -111.968544).  За даними Бюро перепису населення США в 2010 році переписна місцевість мала площу 3,79 км², уся площа — суходіл.

## Демографія
Згідно з переписом 2010 року, у переписній місцевості мешкало 3647 осіб у 1019 домогосподарствах у складі 887 родин. Густота населення становила 961 особа/км².  Було 1060 помешкань (279/км²).
Расовий склад населення:
| - 86,2 % — білих - 0,5 % — азіатів - 0,4 % — корінних американців - 0,3 % — чорних або афроамериканців - 0,1 % — вихідців з тихоокеанських островів - 10,7 % — осіб інших рас |

До двох чи більше рас належало 1,9 %. Частка іспаномовних становила 18,5 % від усіх жителів.
За віковим діапазоном населення розподілялося таким чином: 43,2 % — особи молодші 18 років, 53,9 % — особи у віці 18—64 років, 2,9 % — особи у віці 65 років та старші. Медіана віку мешканця становила 24,6 року. На 100 осіб жіночої статі у переписній місцевості припадало 102,3 чоловіків;  на 100 жінок у віці від 18 років та старших — 97,6 чоловіків також старших 18 років.
Середній дохід на одне домашнє господарство  становив 58 576 доларів США (медіана — 53 085), а середній дохід на одну сім'ю — 62 402 долари (медіана — 55 667). За межею бідності перебувало 8,9 % осіб, у тому числі 8,6 % дітей у віці до 18 років та 0,0 % осіб у віці 65 років та старших.
Цивільне працевлаштоване населення становило 1224 особи. Основні галузі зайнятості: роздрібна торгівля — 21,9 %, освіта, охорона здоров'я та соціальна допомога — 16,7 %, виробництво — 14,6 %.